# Porus nakuruensis
Porus nakuruensis – gatunek chrząszcza z rodziny kusakowatych i podrodziny rydzenic.
Gatunek ten opisał po raz pierwszy w 1996 roku Roberto Pace na łamach „Revue suisse de Zoologie”. Jako lokalizację typową wskazano Naukuru Mau w okolicy Enangiperi w Kenii.
Chrząszcz o wydłużonym w zarysie ciele długości 6,8 mm. Głowa jest matowa, czarnobrązowo ubarwiona, ostro siateczkowana, z wyjątkiem linii wzdłuż środka pokryta podłużnymi, wyraźnymi ziarnistościami. Na czole brak jest wcisku. Czułki mają człony pierwszy, drugi, nasadę trzeciego i jedenasty rude, pozostałe człony zaś czarnobrązowe. Czarnobrązowe, matowe przedplecze ma ostre siateczkowanie oraz wyraźne, wydłużone ziarnistości z wyjątkiem linii wzdłuż środka. Również czarnobrązowe, matowe pokrywy mają powierzchnię pokrytą wydłużonymi, wyraźnymi ziarnistościami oraz wyraźnym siateczkowaiem. Kolor odnóży jest rudobrązowy. Odwłok jest błyszczący, czarnobrązowy, wyraźnie siateczkowany u samca bez kolców na drugim z wolnych urotergitów.
Owad afrotropikalny, znany wyłącznie z Kenii. Spotkany na rzędnych 2700 m n.p.m.